# Црква Преображења Господњег на Видиковцу
Храм Преображења Господњег је храм Српске православне цркве који се налази у насељу Видиковац у београдској општини Раковица.

## Историјат
Идеја о изградњи цркве покренута ја средином деведесетих година 20. века, утемељена на потреби великог броја верника тако великог насеља као што је Видиковац. Најпре је августа 1996. године донета одлука о градњи привременог помоћног црквеног објекта, у којем је могао отпочети и одвијати се духовни живот на Видиковцу. Када су се стекли одговарајући услови, градња храма је започета 8. јула 1996. Црква до данас није у потпуности завршена.

## Положај
Храм Преображења Господњег се налази у самом срцу насеља Видиковац, окружен свим најважнијим објектима у насељу, као што су школа, обданиште, полиција и пијаца. Добро је повезан са околином аутобуским линијама 23, 53, 59 и 89, које стају у непосредној близини храма. Налази се у улици Патријарха Јоаникија бр. 23а.

## Активности храма
Поред свакодневног Богослужења, у Храму Преображења Господњег је од 2004. године активан и црквени хор, а храм се поноси изузетно живом издавачком делатношћу у циљу да на најбољи могући начин задовољи потребе својих верника.